# Кабисов, Заур Захарьевич
Ка́бисов За́ур Заха́рьевич (осет. Къӕбысты Зауыр; 27 июля 1936, с. Раро, Джавский район, Юго-Осетинская АО, ГССР, СССР (ныне Южная Осетия) — 9 сентября 2014) — осетинский писатель, журналист, публицист, автор первого фантастического романа на осетинском языке. Заслуженный журналист Республики Южная Осетия (2013).

## Биография
З. З. Кабисов родился в крестьянской семье. Начальную школу окончил в родном селе, а среднюю — в Кемультской средней школе Джавского района. В 1956 году поступил в Юго-Осетинский Госпединститут (ЮОГПИ) в городе Цхинвал (столица Южной Осетии), на филологический факультет, осетинское отделение. По окончании института двенадцать лет работал школьным учителем в Ленингорском районе Юго-Осетинской АО. В 1973 году переехал в город Цхинвал и начал работать в редакции областной газеты «Советон Ирыстон» («Советская Осетия») сперва переводчиком, но через короткое время стал корреспондентом. С 1975 по 1992 год работал редактором в издательстве «Ирыстон» («Осетия»), с 1992 года по 2014 работал ответственным секретарём журнала «Фидиуаг» («Глашатай»), органа Союза писателей Республики Южная Осетия.
С 1976 года являлся членом Союза писателей СССР, а затем членом СП Южной Осетии. Писать начал ещё учеником старших классов средней школы. Писал прозу на осетинском языке. Свои произведения сперва печатал в журнале «Фидиуаг», в газете «Советон Ирыстон», в общих сборниках молодых писателей. Свою первую книгу — повесть «На извилистой дороге» — издал в издательстве «Ирыстон» в 1965 году, с тех пор вышло одиннадцать книг Кабисова на осетинском языке, в том числе пять романов.
З. З. Кабисов первым среди осетинских писателей написал фантастический роман — «Фӕстаг маймули» («Последняя обезьяна»). (Фантастические произведения издавались и ранее — например, повесть Дабе Масурова «Эльдорадо», написанная в 1935 году).
Являлся заслуженным работником культуры Республики Южная Осетия.
Был женат, имел троих детей и четверых внуков. Погиб 9 сентября 2014 года.

## Литературные труды писателя
- «На извилистой дороге» — повесть, год издания 1965, в ней говорится о том, как ложь и клевета разрушают жизнь и ставят на извилистую дорогу даже порядочного человека.
- «Лира» — сборник рассказов на разные темы (1970).
- «Песня Сосо» — сборник рассказов о жизни и трудовой деятельности сельской молодёжи в Осетии (1974).
- «На Чапарохском перевале» — сборник очерков о тружениках села (1976).
- «Жить для всех» — очерк о трудовых успехах рабочих завода «Эмальпровод» (Цхинвал), 1979 год.
- «Последняя обезьяна» — фантастический роман. 1977 год.
- «Чёрный родник» — роман. 1980 год.
- «Травы в росе» — роман. 1984 год.
- «Маленький подарок» — повесть для детей среднего школьного возраста. 1988 год.
- «Проклятый дом» — роман. 1987 год.
- «Звон сердца» — роман. 1989 год.

## Романы З. З. Кабисова

### «Последняя обезьяна»
Фантастический роман написан в подражание французскому писателю-фантасту Пьеру Булю. «Последняя обезьяна» первый фантастический роман на осетинском языке.
В романе рассказывается о том, что корреспондент областной газеты, который жил на окраине города, бесследно исчез. Когда наконец открыли его дом (он жил один), нашли записку, где он сообщил, что недавно по соседству поселился незнакомый человек, который оказался учёным. Он построил космический корабль, и двое полетели искать неизвестные до сих пор планеты…
Они попали на неизвестную планету, где цивилизованными являются обезьяны, а люди — дикарями. Обезьяны охотились на людей-дикарей и во время одной такой охоты, наши путешественники тоже оказались в сетях охотников, и Боро (корреспондент) живёт в клетке. Он каким-то образом нашёл общий язык с обезьянкой, которая обслуживала его клетку. Она приносит ему книги и он изучает историю планеты. Оказывается, что такая перемена произошла по причине вечных войн среди людей. Теперь такая непримиримая и продолжительная война началась и между обезьянами. Боро помогает женщинам-дикарям, которые работали в операционном кабинете (помогали хирургам), чтобы они поняли всю правду и начали помогать людям, находящимся в клетках. Все учёные обезьяны были заняты войной, а в лаборатории остались неграмотные хирурги, врачи и люди в основном остались под наблюдением этих женщин, Боро воспользовался этим и начал учить детей говорить, обучал их читать и писать. Таким образом люди опять стали хозяевами своей планеты.

### «Чёрный родник»
Главным героем романа является сын бывшего помещика-кулака Четан. После победы Советской власти в Осетии помещиков раскулачивали, некоторых сослали в Сибирь, тех которые остались, не принимали в колхоз, отнимали у них земли. Четан оказался хитрым: он все своё имущество заранее отдал в колхозное распоряжение и получил расписку от председателя колхоза и председателя сельского совета с надеждой, что Советская власть недолго продержится и он сполна вернёт своё имущество, свои земли, а сам засел в мельнице (стал мельником в колхозе), ждёт своего часа и тайком вредит колхозу. Он уничтожает сад, который посадил учёный-агроном Беса́ в их селе (самого Беса́ расстреляли в 1937 году как троцкиста). И это только один эпизод злодеяний Четана.
Когда началась Великая Отечественная война, Четан и его единомышленники отправились на фронт, чтобы служить немцам и мстить этим Советской власти. Они желали вернуть всё, что у них отняла Советская власть, но у них ничего не получилось.

### «Травы в росе»
Главный герой романа Караман всю свою жизнь занимался тем, что ворует скот. Он так умело воровал их, что никто никогда его не подозревал, не уличил. Он заранее обходил горные деревни под видом покупателя быков. Там, где понравится ему бык, осматривал все, изучал, а потом через некоторое время ночью тайком выводил этого быка. Но один из хозяев быков оказался хитрее его. Он заметил, как Караман несколько раз обошёл всех быков в хлеву, обмерял шагами расстояние от быка до двери, спросил о характере быков. Хозяин указал на бугая, который был привязан в углу цепями и сказал, что он очень опасен, ему ничего не стоит убить человека, которого не знает, что его никогда не выпускают на волю без хозяина. Но все это хозяин рассказал ему, пока не заподозрил его, но когда Караман стал осматривать, изучает расположение хлева, он, хозяин, подумал, что здесь дело не в покупке быков и, после того, когда Караман, сказав, что ещё поищет и вернётся к нему, поменял местами быка и бугая. И бугай сделал то, что нужно было сделать такому врагу быков, как Караман: убил его.
Сын Карамана, Местор, очень любил отца, хотел стать таким же вором, как и он, но бугай помешал ему и он захотел отомстить ему, бугаю (Караман всегда Местору рассказывал свои тайны и он знал, где живёт этот убийца его отца). Он под видом того, что ищет работу, поехал в эту деревню. Стал пастухом, но о том, что ему удалось сделать, говорится в романе «Травы в росе».

### «Проклятый дом»
До победы Октябрьской революции, очень трудно было жить в горных районах Осетии. Пахотной земли было очень мало, и из-за этого людям часто приходилось покидать свои родные очаги, искать счастья в других местах. Такое случилось и с одним из героев романа «Проклятый дом», Газаном. Он покинул родное село и с женой и сыном Таймура́зом пошли по миру искать счастья. Однако чужие люди не смогли дать ему то, что он искал, а что имел, то потерял, и вся семья прожила всю жизнь в унижении, оскорблении, — одним словом, не счастье нашли, а несчастье.

### «Звон сердца»
Этот роман из времён Великой Отечественной войны. В этой войне осетины приняли очень активное участие не только на фронтах, но и в тылу. В романе говорится о судьбе одной осетинской фамилии, не фамилии в целом, а одного семейного очага. Из когда-то богатого, многолюдного очага, по воле судьбы остались только две мужчины, двоюродные братья Газан и Хуга, мать Хуга, и молодая жена Газана Цуца. Мужчины поехали на фронт, женщины ждут их. Мать Хуга старая, больная женщина, ничего не может сделать для сохранения семейного очага и вся тяжесть легла на молодые плечи Цуца. Она всячески старается, но судьба подставляет всякие испытания: пока получила похоронку от мужа, потом скончалась старуха, а Хуга вернулся с фронта слабоумным. Он попал в плен и испытал такие трудности, что потерял рассудок: боится всего. Он думает, что все вокруг прячут камни в карманах и в удобный момент бросят их в него. Цуца всячески старается утихомирить его, женить его, чтобы фамильный очаг не совсем потух. Никто за такого не хочет идти замуж, и после долгого мучения жизнь и долг семейного очага заставляют Цуца стать женой своего деверя, что у осетин не принято.
Обо все этом подробно говорится в романе «Звон сердца».